# Йоффе, Манне
Манне Йоффе (швед. Manne Joffe, 27 марта 1928) — шведский шахматист, мастер. Один из сильнейших шахматистов Швеции 1950—1960-х гг. В составе сборной Швеции принимал участие в шахматной олимпиаде 1956 г. в Москве. Главное спортивное достижение Йоффе — победа в турнире северных стран 1963 г., который состоялся в датском городе Оденсе (Йоффе поделил 1—2 места с датчанином Б. Бринк-Клауссеном).
В шахматных базах М. Йоффе ошибочно приписываются несколько партий ленинградского мастера А. Л. Иоффе.
Занимался игрой по переписке. В финале 4-го Кубка ИКЧФ (1984—1989 гг.) разделил 2—3 места и получил бронзовую медаль.

## Спортивные результаты
| Год  | Город  | Соревнование                             | + | − | = | Результат | Место |
| ---- | ------ | ---------------------------------------- | - | - | - | --------- | ----- |
| 1956 | Москва | XII Олимпиада (сборная Швеции, запасной) | 6 | 2 | 1 | 6½ из 9   |       |
| 1963 | Оденсе | Турнир северных стран                    |   |   |   |           | 1—2   |